# Nanumea
Nanumea est un atoll à l'extrême nord-ouest des Tuvalu, un État-archipel d'Océanie. un groupe de neuf atolls et îles coralliens répartis sur environ 640 km de l'océan Pacifique, juste au sud de l'équateur et à l'ouest de la ligne de changement de date. Nanumea a une superficie de 4 km² et une population de 512 personnes (recensement de 2017).

## Géographie
Nanumea, l'atoll le plus septentrional des Tuvalu, est situé au nord de Nanumaga et au nord-ouest de Niutao. De forme allongée, il est composé de cinq motus dont Nanumea proprement dite où habitent les habitants de l'atoll.
Située sur l'un des bords du triangle polynésien, Nanumea se trouve juste au sud des îles Gilbert, dont la langue et la culture sont micronésiennes. Nanumea est un atoll classique, une série d'îlots bas situés sur un plateau de récifs coralliens entourant un lagon. D'une longueur d'environ 12 kilomètres  et d'une largeur de 2,5 kilomètres, la superficie terrestre sèche est d'environ 3,9 kilomètres carrés. Les deux plus grands îlots, Nanumea et Lakena, représentent 90 % de la superficie sèche de l'atoll.
Depuis le début des années 1990, l'utilisation des filets et du harpon est interdite dans toutes les parties du lagon et la zone de conservation de Nanumea a été créée en 2006. La zone de conservation de Nanumea couvre environ 2 kilomètres carrés du lagon central et comprend environ 10 % de la zone récifale de l'atoll, y compris des habitats marins et 2 îlots. Une étude de la zone de conservation a été menée en 2010,.
Les villages les plus importants sont Haumaefa avec 187 personnes (2012) et Lolua avec 187 personnes (2012).  L'école primaire est l'école primaire Kaumaile. Il y a des foyers dispersés de l'autre côté du lagon du village de Nanumea, à Matagi et sur Motu Foliki, et sur la pointe sud-est de l'îlot Lakena. Outre Nanumea et Lakena, trois îlots beaucoup plus petits, Motu Foliki, Lafogaki et Te Afua-a-Taepoa, sont répartis autour du récif plat qui les entoure. Il y a deux forêts de mangrove, une petite parcelle au sud de Nanumea et une autre sur l'îlot de Lakena.
En 2011, le ver des feuilles du kou (Ethmia nigroapicella) a eu un impact dévastateur à Nanumea en dépouillant les feuilles des arbres Kanava (Cordia subcordata, beach cordia). Les arbres Kanava offrent une protection côtière, un abri contre le vent, de l'ombre et sont des habitats pour les oiseaux marins. Les fleurs des kanavas sont également appréciées localement.
En mars 2015, Nanumea a subi des dommages aux maisons, aux cultures et aux infrastructures en raison des ondes de tempête causées par le cyclone Pam,.

## Crise climatique
En 2016, le Conseil national des femmes de Tuvalu a travaillé avec le Fonds vert pour le climat afin de permettre aux femmes des îles de Nanumea et Nanumaga de prendre part aux discussions sur la crise climatique. L'une de leurs principales préoccupations était la charge supplémentaire de soins sociaux que les femmes assument à la suite de catastrophes naturelles.

## Langues et liens culturels
Les Nanumeans sont des Polynésiens. Le dialecte nanumean de la langue tuvaluane est étroitement lié à d'autres langues de Polynésie occidentale, notamment le tongien, le tokélaouan, le samoan et les langues des îles polynésiennes. Bien que les huit communautés de Tuvalu aient des accents distincts et un vocabulaire particulier, les dialectes de Tuvalu sont mutuellement intelligibles pour les locuteurs de Tuvalu, à l'exception de la langue de l'atoll de Nui, dont les habitants parlent un dialecte de la langue gilbertin (à l'exception des jeunes enfants, la plupart des Tuvaluans de Nui parlent également le tuvaluan),. A cette exception près, le tuvaluan est universellement compris et parlé à Tuvalu. L'anglais est également parlé, en particulier dans la capitale de Tuvalu, et est l'une des langues officielles du gouvernement central.

## Histoire

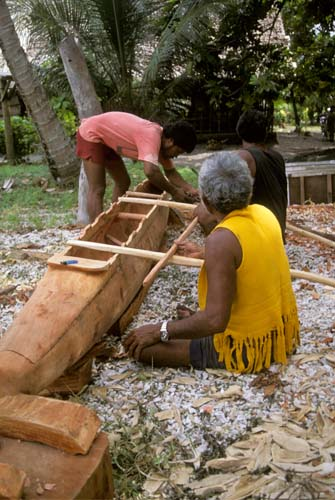
Fabrication de canoës à Nanumea

La riche histoire mythique de Nanumea décrit une installation dirigée par un explorateur/aventurier et guerrier du sud nommé Tefolaha. Certains récits disent que Tefolaha et son équipage venaient de Tonga, d'autres de Samoa, mais il n'est pas certain que ces noms fassent référence aux Tonga et Samoa d'aujourd'hui. Tefolaha, selon les récits traditionnels, a trouvé l'île de Nanumea peuplée par deux femmes, Pai et Vau, dont on pensait qu'elles l'avaient formée à partir de paniers de sable. Tefolaha a parié avec elles pour l'île et a fini par la gagner par la ruse, après quoi Pai et Vau sont partis. Les fils et les filles de Tefolaha sont aujourd'hui les ancêtres fondateurs des principales familles et des sept lignées de chefs de Nanumea. La population d'aujourd'hui descend également des membres de l'équipage qui sont arrivés avec Tefolaha, et des visiteurs ultérieurs venus d'un passé lointain et plus récent. Les traditions de Nanumea décrivent les îlots, Motu Foliki, Lafogaki et Te Afua-a-Taepoa, comme ayant été formés lorsque du sable s'est déversé des paniers de deux femmes, Pai et Vau, lorsqu'elles ont été forcées de quitter Nanumea par Tefolaha.
La lance légendaire et miraculeuse Kaumaile est arrivée avec le héros Tefolaha à Nanumea. Il a combattu avec une arme de 1,8 m de long sur les îles de Samoa et de Tonga. À la mort de Tefolaha, « Kaumaile » est passé à ses héritiers, puis à ses héritiers pendant 23 générations. Le bois de la lance a été daté par radiocarbone à environ 1070 ans apr. J.-C..Le bois est issu de l'espèce Casuarina equisetifolia.
La première observation de Nanumea par les Européens a été faite par l'officier de marine espagnol Francisco Mourelle de la Rúa qui l'a dépassée le 5 mai 1781 avec la frégate La Princesa, alors qu'il tentait une traversée sud du Pacifique, des Philippines à la Nouvelle-Espagne. Il a inscrit Nanumea sur la carte sous le nom de San Augustin,. En 1809, le capitaine Patterson, à bord du brick Elizabeth, a aperçu Nanumea alors qu'il traversait les eaux du nord de Tuvalu lors d'un voyage commercial entre Port Jackson, Sydney, Australie et la Chine.
De 1879 à 1881, Alfred Restieaux était le négociant résident de Nanumea,. La population de Nanumea entre 1860 et 1900 est estimée entre 500 et 650 personnes.
Le bureau de poste de Nanumea a été ouvert vers 1919.
Donald Gilbert Kennedy, agent de district résident dans l'administration de la colonie des îles Gilbert et Ellice de 1932 à 1938, décrit la construction des paopao et des variantes de canoës à simple dérive qui avaient été développées sur Vaitupu et Nanumea.
Pendant la Seconde Guerre mondiale, les forces américaines ont construit l'aérodrome de Nanumea et les habitants sont partis vivre à Lakena. L'USS LST-203 a été échoué sur le récif de Nanumea le 2 octobre 1943 afin de débarquer des équipements. La coque rouillée du navire est toujours sur le récif. Le « passage américain » a été percé à l'explosif à travers le récif par un bataillon de construction navale (Seabees), assisté par des plongeurs locaux. Ce passage a amélioré l'accès à Nanumea. Les avions B-24 Liberator du 30e groupe de bombardement volaient depuis l'aérodrome de Nanumea. Après la guerre, l'aérodrome a été démantelé et le terrain a été rendu à ses propriétaires, mais comme la base de corail a été compactée pour construire la piste d'atterrissage, le terrain est maintenant un mauvais terrain pour la culture des noix de coco.
À Nanumea, les bateaux annexes, qui desservent les navires inter-îles, empruntent le  « passage américain » et déchargent les passagers et les marchandises sur un petit quai situé dans le lagon protégé.